# زنبور عسل به‌هرحال پرواز می‌کند
زنبور عسل به‌هرحال پرواز می‌کند (به انگلیسی: The Bumblebee Flies Anyway) فیلمی محصول سال ۱۹۹۹ و به کارگردانی مارتین دافی است. در این فیلم بازیگرانی همچون الایجا وود، ریچل لی کوک، جنین گرافلو، جورج او گور، دوم و راجر ریس ایفای نقش کرده‌اند.